# Divjakë
Divjakë è un comune albanese, situato nella parte occidentale dell'Albania, a circa 5 km dalla costa del Mare Adriatico e a 2 km dalla laguna di Karavasta; tra il centro abitato e il mare si estende il Parco nazionale di Divjakë-Karavasta, comprendente la laguna e una foresta, che costituisce un'area protetta secondo la Convenzione di Ramsar.
In seguito alla riforma amministrativa del 2015, a Divjakë sono stati accorpati i comuni di Grabian, Gradishtë, Rremas e Tërbuf, portando la popolazione complessiva di 34 254 abitanti (dati del censimento 2011).

## Struttura

### Piazza
Al centro della città c'è una piazza, che è stata ristrutturata negli ultimi anni con l'eliminazione dell'asfalto per consentire il passaggio ai soli pedoni.

### Strade
A Divjakë un'ampia strada che attraversa il centro della città porta verso il mare attraverso la riserva naturale. Un'altra strada la collega con le località confinanti.

### Case
Molti edifici di Divjakë sono moderni, soprattutto nelle zone vicine alla piazza centrale.

## Località
Il centro amministrativo di Divjakë comprende le seguenti località:
- Divjakë
- Mizë
- Xeng
- Gërmenj i Madh
- Gërmenj i Vogël
- Hallvaxhias
- Bregas
- Dushk Can
- Zharnec
- Bish-Çukas